# Gert Weil
Gert Weil (Puerto Montt, 3 de janeiro de 1960), é um antigo lançador de peso chileno de ascendência alemã, que dominou a competição sul-americana durante as décadas de oitenta e noventa. O seu melhor resultado num evento à escala mundial foi um sexto lugar nos Jogos Olímpicos de Seoul 1988.
A sua melhor marca pessoal é de 20,90m, alcançada em Wirges, em 1986. Esta marca manteve-se como recorde sul-americano até 2004, ano em que foi superada pelos 21.14 m feitos pelo também  chileno Marco Antonio Verni.
Na actualidade, encontra-se ligado a uma empresa privada, para além de ser o treinador do lançador de peso Marco Antonio Verni.
Weil está casado com a ex-atleta colombiana Ximena Restrepo.

## Presenças nas principais competições internacionais
- 1984 - Jogos Olímpicos de Los Angeles - 13º na qualificação (19.94m)
- 1985 - Taça do Mundo de Camberra - 5º lugar (19.50m)
- 1987 - Campeonatos Mundiais de Roma - 10º na final (19.71m)
- 1988 - Jogos Olímpicos de Seoul - 6º na final (20.38m)
- 1989 - Campeonatos Mundiais Indoor de Budapeste - 6º na final (19.91m)
- 1989 - Taça do Mundo de Barcelona - 4º lugar (19.25m)
- 1991 - Campeonatos Mundiais Indoor de Sevilha - 6º na final (19.56m)
- 1991 - Campeonatos Mundiais de Tóquio - 9º na final (19.30m)
- 1992 - Jogos Olímpicos de Barcelona - 13º na qualificação (19.41m)
- 1993 - Campeonatos Mundiais de Estugarda - 6º na final (19.95m)
- 1996 - Jogos Olímpicos de Atlanta - 22º na qualificação (18.67m)